# 1990 في باكستان
فيما يلي قوائم الأحداث التي وقعت خلال عام 1990 في باكستان.

## سياسة

### تعيين في المنصب
- 6 نوفمبر – بينظير بوتو زعيم المعارضة [الإنجليزية]‏.
- 6 نوفمبر – نواز شريف رئيس وزراء باكستان.

### انتهاء فترة المنصب
- 6 أغسطس – بينظير بوتو رئيس وزراء باكستان.
- 6 أغسطس – فاروق ليغاري Minister for Water and Power [الإنجليزية]‏.
- 13 أغسطس – نواز شريف رئيس وزراء البنجاب [الإنجليزية]‏.

## مواليد

### مارس
- 1 مارس – قنديل البلوش

## وفيات

### يناير
- 1 يناير – نسرين محمدي (مواليد 1937) فنانة هندية.